# Blang Pante
Blang Pante is een bestuurslaag in het regentschap Aceh Utara van de provincie Atjeh, Indonesië. Blang Pante telt 866 inwoners (volkstelling 2010).